# 韓國參戰越南戰爭
韓國參戰越南戰爭（：／?），是韓國朴正熙政府任內，使大韓民國國軍投入部隊參與越南戰爭的政策，也是大韓民國建國後的第一次海外軍事行動。從初期的醫務、工兵等非作戰單位，到後來的陸軍、海軍陸戰隊的戰鬥部隊、和包含了海軍、空軍的支援單位，1964年至1973年間累計派遣了32萬人，1967年11月的高峰期，駐越韓軍的兵力達到48,000人。在支援越南共和國（南越）的反共陣營中是規模僅次於駐越美軍的第二大外國部隊，數量也遠多於排在其後的澳大利亞國防軍和新西兰国防军。在韓國軍隊赴越期间，不但獲得了美國的直接軍援，許多韓國的民間承包商、相關產業和人員藉機前往越南，從事運輸、工程等業務，对韓國經濟的发展产生积极影响。
韓兵對越南婦女的強姦和虐殺，至2017年尚有800名越南遭強姦女性在世，至2019年韓國對越南尚無任何形式的和解方案。韓國亦不像美國一樣把戰時大兵與越南少女生下的混血兒帶回本國。因應2014年伊斯蘭國在戰時性奴役雅茲迪女性事件，以及2017年的metoo運動，韓國在越戰的性暴行在歐美漸得關注。至2019年尚有遺族活躍於歐美傳媒要求韓方道歉賠償。英國前外相傑克·斯特勞是韓越混血兒組織的國際大使，雅茲迪遭戰時強姦的女性亦在英國國會上為越南站台。日本政界亦籍機指出日韓兩國皆有慰安婦的過去，日韓皆應道歉。

## 始末
韓國戰鬥部隊投入越南是1965年至1973年間的事情。在此之前，派遣韓國軍事單位到越南參戰的構思，是朴正熙於1961年11月訪問美國期間，向約翰·甘迺迪政府提出的，他在11月14日與甘迺迪會談時，曾以「共產侵略越南共和國，成為對於韓國安全的重大危機」為由，表達了出兵的意願:48，但美國方面認為時機不成熟，僅表示會繼續考慮。
1964年5月，繼甘迺迪之後上台的林登·詹森政府提出了「自由世界援助計畫」（Free World Assistance Program），有別於甘迺迪時代的做法，開始尋求其他的反共國家協助，因此向25個友邦提出號召、一起對軍政局勢不穩的南越提供支援，而獲得了韓國的響應。從1964年開始，派遣醫務部隊與跆拳道教官團等140人前往越南、1965年初派出了工兵，10月時首次調動戰鬥部隊——陸軍首都機械化步兵師（猛虎部隊）與海軍陸戰隊第2陸戰旅（青龍部隊）赴越。1966年時陸軍第9步兵師（白馬部隊）也前往越南:48。
韓國對越派兵的動機，可分為外交、經濟及國防的三方面考量。在外交上，透過五一六軍事政變上台的朴政府，藉由支援美國的越戰政策而強化了韓美關係；經濟與國防方面，意在換取美國經濟援助，解決外匯短缺的困境、推動韓國經濟的改善和軍隊現代化，甚至使美國暫緩駐韓美軍的規模裁減、甚至從派在韓國的美軍第2步兵師和第7步兵師中抽調兵力。時任美國駐韓大使溫思羅普·布朗便向副總統休伯特·韓福瑞表示，韓國出兵可帶來「一石三鳥」的效益。此外，在韓戰期間得到聯合國軍和美軍支援而使韓國得以免於赤化的背景，也被視為出兵越南的原因之一。

### 第1次派兵
在接到美國對派兵越南的請求後，韓國國會在1964年7月31日一致通過了派兵同意案。1964年9月11日，第一波派往越南的韓國非戰鬥單位從釜山出發，包括移動外科醫院的130人、加上跆拳道教官團的10人:48，9月22日時到達了南越首都西貢（今胡志明市）。

### 第2次派兵
1964年8月2日，美國與北越在北部灣事件中爆發了海上武裝衝突，進而導致了越戰全面升級，美軍在越南的戰勢吃緊而需要更多支援。同年12月18日，美國駐韓大使布朗轉交了總統詹森的親筆信件，希望韓國能調度部隊支援。1965年1月2日時南越政府要求第2次派兵的信也送到韓國，於是派兵同意案送交國會討論。之後，韓國國防部於駐屯在江原道的第6步兵師師部組織了別稱「鴿子部隊」（비둘기부대）的韓國軍事援助團，由2千人組成。他們在3月10日時從仁川出發，3月16日到達西貢。

### 第3次派兵
第2次派兵之後，越南戰趨的局勢持續激化。北越正規部隊——越南人民軍透過行經寮國和柬埔寨內的後勤補給線「胡志明小道」獲得物資、並滲透到南方而使得戰線擴大。1965年3月11日，曾任總理的韓國駐美大使金顯哲對美國國務次卿乔治·鲍尔表示韓國政府願意派遣更多部隊去越南。該年5月17日起於華盛頓特區舉辦的韓美高峰會談中，也達成了「派兵上限5萬人」、「美國支援韓國軍隊現代化」、「修改《韓美防衛條約》中對朝鮮侵入時美國出兵的規定」、「美國替赴越韓軍提供裝備及物資」等協議。在南越政府正式致函朴正熙、請求派出戰鬥部隊投入越南戰場後，第3次派兵同意案與《韓日基本條約》在朴正熙的要求下一起被送入國會。由於在野黨議員群為了抗議對日條約而在表決中缺席，因此在執政黨佔有優勢的情況下，以高票通過了第3次的對越出兵案。
韓國國防部選擇了陸軍首都師與海軍陸戰隊第2旅作為派遣軍，並分別命名為「猛虎」與「青龍」，9月25日時創立了駐越韓國軍司令部，由猛虎部隊的少將師長蔡命新（後升為中將）擔任司令。從釜山乘軍艦啟航的青龍部隊於10月前往南越，接著進駐金蘭灣基地，仁川出發的猛虎部隊也於11月到達南越歸仁。這批次的派兵為數接近1萬8千人，並開啟了韓國戰鬥部隊介入越戰的先河。

### 第4次派兵
至1965年底時，美軍已經在越南投入了超過18萬人的兵力，但詹森政府考量到輿論反彈及實際層面的困難等各方面因素，轉而在1965年12月時主動地向韓國要求了進一步的派兵。在第3波出兵後，美國副總統韓福瑞於1966年1月及2月兩度造訪韓國，旨在促使韓國的第4次派兵。第一次是1月1日時，韓福瑞在菲律賓參加其總統費迪南德·馬可仕的就職典禮後，於返美期間順道拜訪韓國，將詹森對於韓國出兵越南的親筆感謝函交給朴正熙。韓福瑞還在記者會上以「縱使美軍在韓只剩下一兵一卒，美國也將為了保衛韓國而戰鬥到最後一刻」之言表態了美國對韓國的支持:91。之後，美方制定了對韓經濟、軍事等支援政策的《布朗备忘录》（Brown Memorandum），韓國依據此備忘錄及2月23日時收到的南越政府增兵請求書，於3月22日通過了第4次派兵同意案，確定要追加派遣陸軍第9步兵師「白馬部隊」、猛虎師第26步兵團及支援部隊共2萬多人。4月19日時第26團從歸仁登陸，10月8日時第9師也進駐到慶和省境內的寧和。

### 大事紀

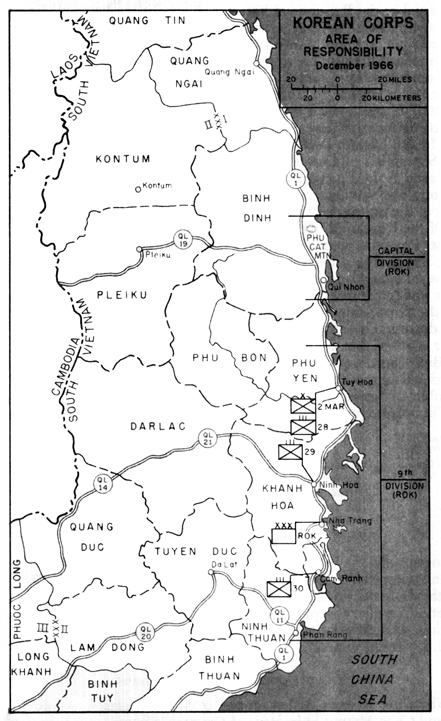
韓國陸軍、海軍陸戰隊在越南的戰術作戰責任分區（Tactical Operational Area Of Responsibility，TOAR）劃分示意圖

以下是越戰參戰期間的外交文件於2005年的公開內容：
- 1964年5月9日：美國總統詹森請求友邦支援南越
- 1964年7月15日：南越總理阮慶請求韓國派兵
- 1964年7月31日：韓國國會通過第1次派兵同意案
- 1964年9月12日：第1批單位（第1移動外科醫院、跆拳道教官團）抵達西貢
- 1965年1月26日：國會通過第2次派兵同意案
- 1965年3月16日：建設支援團（鴿子部隊）抵達西貢
- 1965年8月13日：國會通過第3次派兵（戰鬥部隊）同意案
- 1965年10月14日：第2海軍陸戰旅（青龍部隊）從歸仁登陸
- 1965年10月20日：在韓組建的駐越韓國軍司令部正式遷至西貢
- 1965年11月2日：首都機械化步兵師（猛虎部隊）本隊抵達歸仁
- 1966年2月：太平村屠殺
- 1966年3月20日：國會通過第4次派兵同意案（增派部隊）
- 1966年4月19日：猛虎師第26團團部抵達歸仁
- 1966年10月3日：第9步兵師（白馬部隊）抵達歸仁和綏和
- 1966年10月21日：朴正熙訪問南越
- 1967年2月14日至2月15日：茶平戰役
- 1967年7月9日至8月26日：洪吉童行動
- 1971年12月4日：駐越韓軍展開第1階段撤兵（青龍旅）
- 1972年4月13日：第1次撤軍結束
- 1973年1月28日：巴黎和平協約生效
- 1973年3月13日：駐越韓軍第2次撤軍結束（本隊）
- 1973年3月23日：駐越韓軍末批部隊撤離完成

## 影響

### 韓國外匯收益
出兵越南替韓國經濟注入了催化劑。1965年到1972年間從美方獲得的越南特需實惠共計10億2,200萬美元，而其中的72%是勞工及駐越軍人薪酬的匯款，以及當地韓國企業在貿易之外的收入，當中主要來自承包美軍的物資運輸、公路修築、港灣疏濬等，也使將近19,000名韓籍技術者及勞工南下越南。越戰期間，共計80餘家韓國企業跟著韓國軍一起進入越南，當中現代建設、韓進商事、大宇和三星等業者也都因為在越南發了戰爭財（1967年－1968年賺得的外匯佔韓國全國的20%以上），而奠定了日後發展為財閥的基礎。根據統計，1965年至1971年間，韓商從越南賺取的外匯約有5億7百萬美元:50。從越南流回的資金，成為了朴政府推動「五年計畫」經濟發展方案的動力，為韓國打下了重工基礎、奠定了「漢江奇蹟」的根底:93，京釜高速公路等重大建設也有部份興建經費是獲自越戰的收入。
此外，1966年的《布朗備忘錄》中也包含了對韓國增兵時、對韓國的經濟效益及軍事效益的協議。經濟方面，包括了讓韓國企業參與參與越南的業務與工程、美國提供貸款、使韓國能擴大在東南亞的出口等。軍事方面，該備忘錄也承諾要支持韓國的軍事現代化計畫，而韓國軍隊亦因為參戰而實現了戰力與實戰經驗的進步。美國在越戰中為韓國軍提供了裝備與訓練的支援，以及多種美製新式武器，而韓軍的火力、作戰機動程度與通信也有所改善。

### 韓軍性暴行指控

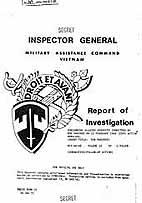
美國陸軍督察長辦公室對韓國軍豐一與豐二屠殺所做的調查報告

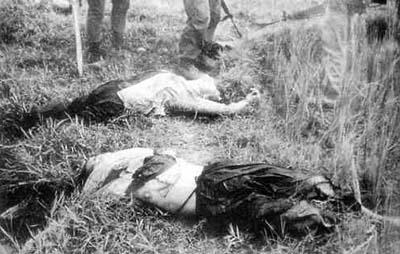
1968年在豐一（Phong Nhất）被韓國海軍陸戰隊青龍旅隊員殺害的越南村民。

韓軍對越南平民的軍事罪行（虐殺和強姦）於1999年韓國週刊《韓係來21》的「韓國軍隊在越南大肆屠殺老幼婦女」一文中公開後才廣為韓國大眾所知，揭發者則為1992年在越南留學的歷史研究生具秀姃（구수정）。具秀姃根據長期的調查，包括對村民的訪問，認為戰爭時在韓國軍手下的遇害者約有9千人之多。韓國軍在越涉及的著名事件包括了太平村屠殺、豐一與豐二屠殺、河美屠殺、長丘屠殺、延年-福平屠殺、平和屠殺、平泰屠殺、西榮屠殺等。但在朴正熙當政時期，甚至是在全斗煥、盧泰愚兩位同樣在越戰時當過部隊指揮官的總統任內都沒有公開過。至2017年尚有800名越南遭強姦女性在世，至2019年韓國對越南尚無任何形式的和解方案。因應2014年伊斯蘭國在戰時性奴役雅茲迪女性事件，以及2017年的metoo運動，韓國在越戰的性暴行在歐美漸得關注。至2019年尚有遺族活躍於歐美傳媒要求韓方道歉賠償。英國前外相傑克·斯特勞是韓越混血兒組織的國際大使，雅茲迪遭戰時強姦的女性亦在英國國會上為越南站台。日本政界亦籍機指出日韓兩國皆有慰安婦的過去，日韓皆應道歉。
除此之外，越戰韓越混血兒也是韓國出兵越南後，在當地遺留的一項問題。韓國不像美國一樣把戰時大兵與越南少女生下的混血兒帶回本國。這些為數估計數千，甚至超過1萬人的族群，大都是與越南母親一起遭韓國生父（派到越南的士兵或工人）拋棄，又常受到越南公眾歧視。在越語中，他們被帶有貶意地稱作「大韓混血」（越南语：／?）。最後，韓國有許多的越戰老兵，也因為進入過被美軍噴灑了枯葉劑的地區行動，而對健康構成傷害。根據統計，在越戰後有159,132人為橙劑的後遺症所苦。
韓國軍參與越戰之前，派兵案就引發了反對黨和新聞界的爭議，朴政府的該項決定，也被批評為是讓韓國軍去越南替美軍當傭兵。

### 建交後的韓越關係
至1990年代，大韓民國和越南社會主義共和國在準備於1992年建立邦交關係的當時，約好不提及韓國參戰越戰等歷史問題。河內對於漢城提出之「（韓國派兵越南）在冷戰體制下是不可避免的事情」的善意意見交換也表示同意。河內當時的立場是「作為戰勝國，沒有必要非得接受韓方的道歉」。1998年，韓國總統金大中在任內訪問河內時，才首次對於韓國出兵越南期間「並非出於本意，卻對越南人民帶來的傷害」公開表示了非正式的致歉，他還表示韓國會支援越南的發展，並造訪了胡志明的陵墓。2001年8月，越南國家主席陳德良訪韓期間，金大中總統亦官方性的以「我們參加了不幸的戰爭，並與本意相違的給越南國民增加了苦痛，對此深表歉意、撫慰亡者」展示了更深一步的道歉。

## 歷年數據

### 兵力

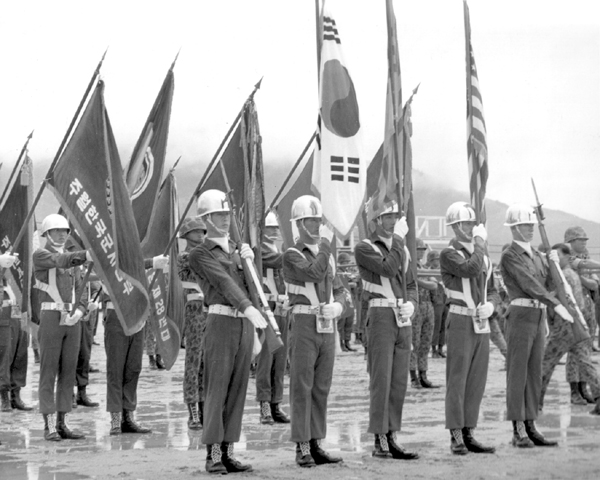
1968年舉辦的駐越韓國軍派兵3週年紀念式，該年的駐越韓軍人數已進入高峰期。

以下為1964年至1972年，9年間各年度的兵力數據：
| 年份   | 總計   | 陸軍   | 海軍 | 空軍 | 海軍陸戰隊 | 其他 |
| ------ | ------ | ------ | ---- | ---- | ---------- | ---- |
| 1964年 | 140    | 140    | 0    | 0    | 0          | -    |
| 1965年 | 20,541 | 15,973 | 261  | 21   | 4,286      | -    |
| 1966年 | 45,605 | 40,534 | 722  | 54   | 4,295      | -    |
| 1967年 | 48,839 | 41,877 | 735  | 83   | 6,144      | -    |
| 1968年 | 49,869 | 42,745 | 785  | 93   | 6,215      | 31   |
| 1969年 | 49,755 | 42,772 | 767  | 85   | 6,096      | 35   |
| 1970年 | 48,512 | 41,503 | 772  | 107  | 6,096      | 34   |
| 1971年 | 45,663 | 42,354 | 622  | 98   | 2,558      | 31   |
| 1972年 | 37,438 | 36,871 | 411  | 95   | 28         | 33   |

### 人員損失
以下數據為1964年9月至1973年3月間的人員傷亡情形：
| 軍種           | 參戰兵力 | 陣亡  | 戰傷   | 失蹤 |
| -------------- | -------- | ----- | ------ | ---- |
| 總計           | 325,517  | 5,099 | 11,232 | 4    |
| 陸軍           | 288,656  | 3,859 | 8,211  | 4    |
| 海軍（陸戰隊） | 36,246   | 1,124 | 3,021  | -    |
| 空軍           | 615      | -     | -      | -    |

## 外部連結
- （英文）Koreans rock-solid in Vietnam（圖文）